# Фу (Во)
Фу (фр. Faoug) — громада в Швейцарії в кантоні Во, округ Бруа-Вюлі.

## Географія
Громада розташована на відстані близько 29 км на захід від Берна, 55 км на північний схід від Лозанни.
Фу має площу 3,5 км², з яких на 19,2 % дозволяється будівництво (житлове та будівництво доріг), 54,7 % використовуються в сільськогосподарських цілях, 24,9 % зайнято лісами, 1,1 % не є продуктивними (річки, льодовики або гори).

## Демографія
2019 року в громаді мешкало 881 особа (+19,1 % порівняно з 2010 роком), іноземців було 17,8 %. Густота населення становила 253 осіб/км².
За віковим діапазоном населення розподілялося таким чином: 21,2 % — особи молодші 20 років, 64,1 % — особи у віці 20—64 років, 14,6 % — особи у віці 65 років та старші. Було 403 помешкань (у середньому 2,2 особи в помешканні).
Із загальної кількості 174 працюючих 27 було зайнятих в первинному секторі, 35 — в обробній промисловості, 112 — в галузі послуг.